# Clathria palmatichela
Clathria palmatichela är en svampdjursart som först beskrevs av Topsent 1928.  Clathria palmatichela ingår i släktet Clathria och familjen Microcionidae. Inga underarter finns listade i Catalogue of Life.